# Quartetto per archi n. 10 (Beethoven)
Il Quartetto per archi n. 10 in Mi bemolle maggiore op. 74, detto delle Arpe, è una composizione di Ludwig van Beethoven scritta nel 1809; fu pubblicato nel 1810.
L'appellativo "delle Arpe" si riferisce al caratteristico uso del pizzicato durante la sezione dell'Allegro del primo movimento, dove gli esecutori del quartetto si alternano in arpeggi che ricordano il classico suono di un'arpa.

## Movimenti
Il quartetto è composto da quattro movimenti:
1. Poco adagio — Allegro (Mi bemolle maggiore)
2. Adagio ma non troppo (La bemolle maggiore)
3. Presto (Do minore)
4. Allegretto con variazioni